# 第9回JSLカップ
第9回JSLカップ（だい9かいJSLカップ）は、1984年4月1日から4月15日に行われた日本サッカーリーグ(JSL)主催の大会である。大会はJSL1部、2部に所属する全20チーム参加によるトーナメント方式で争われた。優勝はヤンマーディーゼルサッカー部であった。

## 出場クラブ

### JSL1部
- 読売サッカークラブ
- 日産自動車サッカー部
- フジタ工業クラブサッカー部
- ヤマハ発動機サッカー部
- ヤンマーディーゼルサッカー部
- 三菱重工業サッカー部
- 古河電気工業サッカー部
- 本田技研工業サッカー部
- 日立製作所サッカー部
- 日本鋼管サッカー部

### JSL2部
- マツダスポーツクラブサッカー部
- 住友金属工業蹴球団
- 東芝サッカー部
- 新日本製鐵サッカー部
- トヨタ自動車サッカー部
- 田辺製薬サッカー部
- 富士通サッカー部
- 甲府サッカークラブ
- 全日空横浜サッカークラブ
- 松下電器産業サッカー部

## 試合

### 1回戦
- 日本鋼管 2-0 全日空横浜クラブ
- 読売クラブ 4-2 富士通
- 日産自動車 1-0 トヨタ自動車
- 古河電工 1-1（PK3-2）新日鉄

### 2回戦
- ヤマハ発動機 0-1 松下電器
- 日本鋼管 0-2 日立製作所
- マツダ 4-1 読売クラブ
- ヤンマー 3-1 住友金属
- 本田技研 3-0 甲府クラブ
- 日産自動車 0-0（PK4-5）三菱重工
- フジタ工業 0-2 古河電工
- 東芝 2-1 田辺製薬

### 準々決勝
- 松下電器 1-2 日立製作所
- マツダ 0-3 ヤンマー
- 本田技研 2-0 三菱重工
- 古河電工 0-1 東芝

### 準決勝
- 日立製作所 2-2（PK3-4）ヤンマー
- 本田技研 0-1 東芝

### 決勝
| 1984年4月15日 14:00 |

| ヤンマーディーゼル    | 3 - 0 | 東芝 |
| 長谷川治久 2 草木克洋 |       |      |

| 駒沢公園陸上競技場 |